# Rhéa Silvia
Ne doit pas être confondu avec Rhéa (mythologie).
La vestale Rhéa Silvia, aussi appelée Ilia (« la Troyenne »), est la mère de Romulus et Rémus, les fondateurs légendaires de Rome, nés de son union avec le dieu de la guerre Mars. Horace raconte que Rhéa Silvia voit en songe Romulus et Rémus peu avant d'accoucher, sous l'aspect de palmiers aux branches majestueuses se dressant vers le ciel.

## Vie

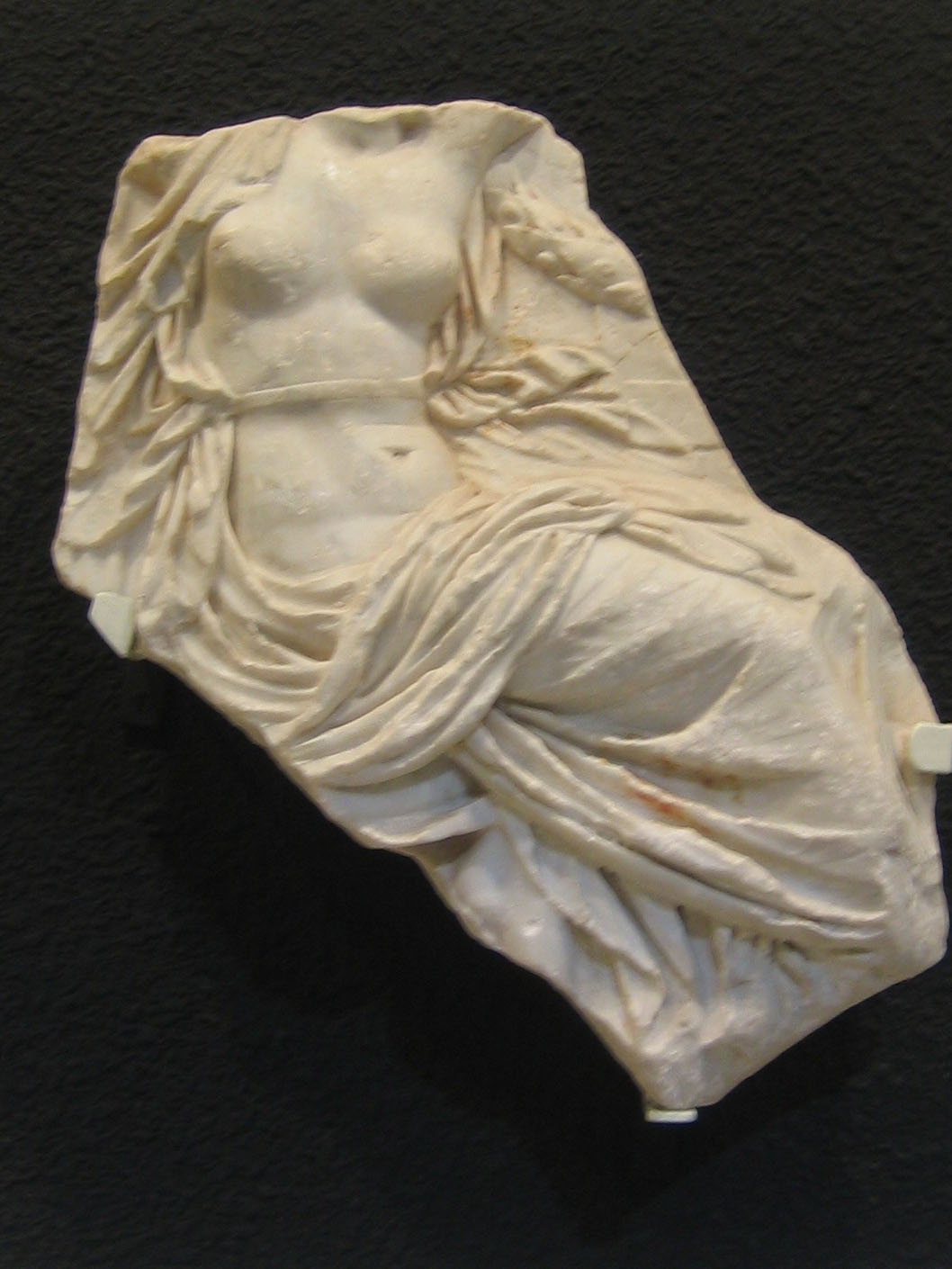
Bas-relief sculpté de Rhéa Silvia découvert dans le théâtre romain de Carthagène et conservé au musée du théâtre romain de Carthagène

Petite-fille du roi Procas et fille de Numitor, Rhéa Silvia est élevée à la dignité sacerdotale de vestale dans la ville d'Albe la Longue par son oncle Amulius qui a usurpé le trône albain.
Le but de la consécration à Vesta est de la priver de descendance. Tite-Live affirme d'ailleurs que, par la même occasion, Amulius tue Lausus, le fils de son père Numitor. Malgré son statut de prêtresse de Vesta qui la condamne à une rigoureuse chasteté, le dieu Mars vient la voir en rêve durant son sommeil et lui donne des jumeaux, Romulus et Rémus. Selon Tite-Live, le cruel Amulius fait alors emmurer la vestale et condamne les nourrissons à être jetés dans le Tibre, dont ils sortiront miraculeusement indemnes, avant de venir se venger de l'usurpateur plusieurs années plus tard. Rhéa Silvia est sauvée par Tibérinus, le Dieu fleuve du Tibre, qui en fait son épouse.
Mais, dans certaines versions, on raconte qu'Antho, la cousine de Rhéa Silvia, conseille à son père, Amulius, de la mettre en prison pour qu'elles continuent à se voir.
Selon la tradition, c'est le Sabin Numa Pompilius, le deuxième roi, qui introduit et réglemente le culte de Vesta à Rome.

## Hommages

### Œuvres d'art

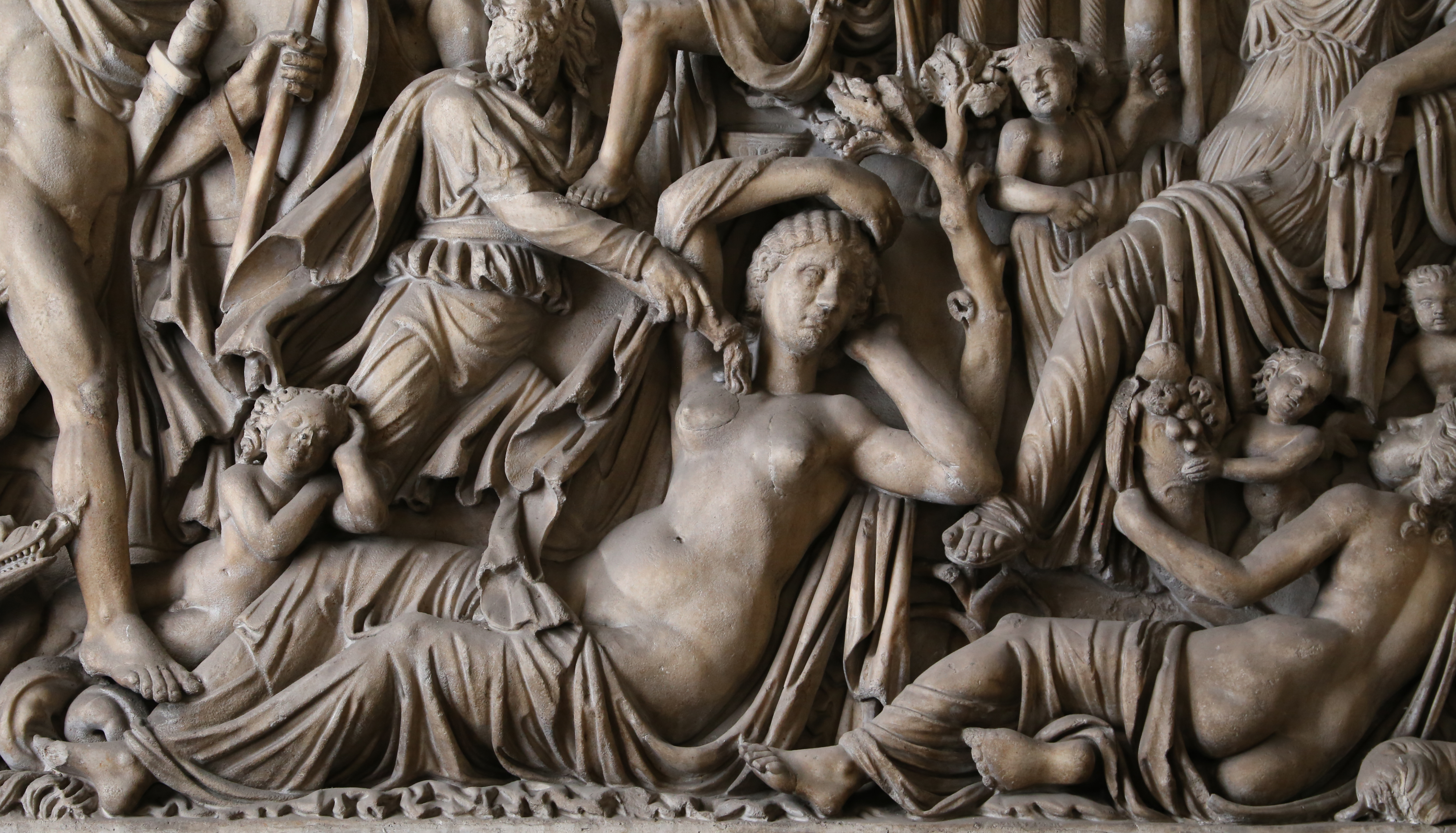
Rhéa Silvia, détail du sarcophage de Mars et Rhéa Silvia (vers 200 av. J.-C.).
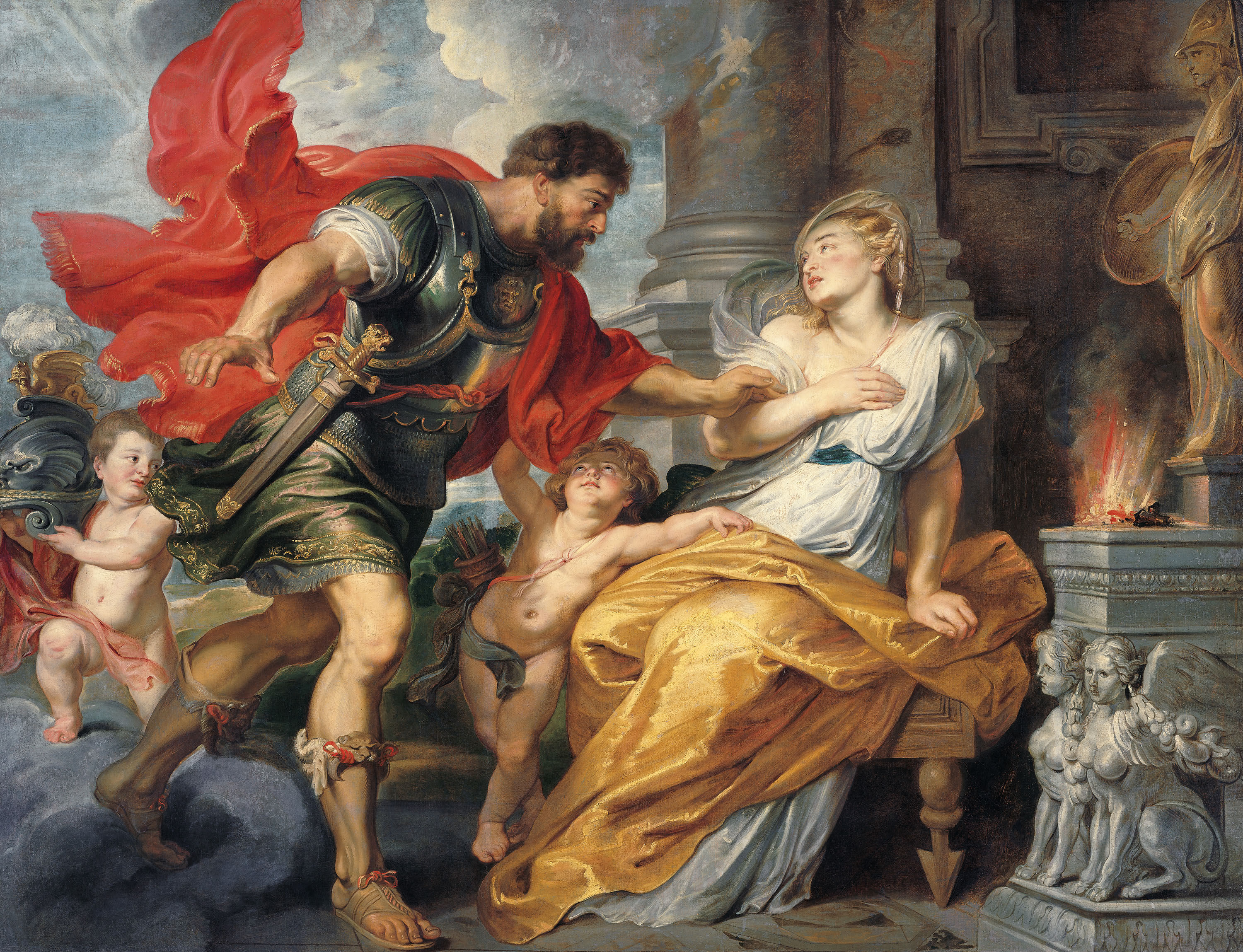
Mars et Rhéa Silvia par Rubens (1617).

### Astronomie
Le plus grand cratère de l'astéroïde Vesta a été nommé d'après elle : le cratère Rheasilvia.

### Sources anciennes
- Tite-Live, I, 3-4.
- Denys d'Halicarnasse, Antiquités romaines, I, 76-79.